# Filip Larsson (ishockeymålvakt)
Per Filip Larsson, född 17 augusti 1998 i Stockholm, är en svensk professionell ishockeymålvakt som spelar för Leksands IF i SHL. Hans moderklubb är Boo IF.